# بروس د. بيري
بروس د. بيري (بالإنجليزية: Bruce D. Perry)‏ هو طبيب نفسي للأطفال ‏ وكاتب وطبيب نفسي وعالم أعصاب أمريكي، ولد في 1955.

## وصلات خارجية
- بروس د. بيري على موقع IMDb (الإنجليزية)